# Маленцов, Степан Сергеевич
Степан Сергеевич Маленцов (род. 26 сентября 1962) — российский политик, первый секретарь ЦК РКРП—КПСС, член политсовета РОТ ФРОНТа, член Исполкома Российского ОРП «Защита».

## Биография
Окончил Ленинградский Военно-механический институт, инженер-механик.
Работал на ряде предприятий Северной столицы. Работая мастером на заводе «Электросила» объединения ОАО «Силовые машины», создал рабочий профсоюз «Защита». После двух лет ожесточенной борьбы с профсоюзом администрация холдинга пошла на оргмероприятия и массовое сокращение штатов для увольнения лидеров, в том числе С. С. Маленцова.
Возглавляет территориальную организацию рабочего профсоюза «Защита».
Долгое время работал как Первый секретарь Ленинградского комитета РКРП-КПСС. В 2014—2019 годах — Секретарь ЦК по рабочему движению.
На состоявшемся по завершении работы ХI (ХХI) Съезда РКРП-КПСС организационном Пленуме ЦК РКРП-КПСС по предложению одного из основателей партии, долгое время руководившего работой ЦК Виктора Аркадьевича Тюлькина избран Первым секретарем Центрального комитета.

## Цитаты
- Наше постоянное дело – распространение партийных газет у проходных предприятий как основной сегодня выход на трудовые коллективы. С перспективой привлечения рабочих в партию. ...Если партия прорастет корнями на заводы и фабрики, укоренится в трудовых коллективах, она выдержит и чрезвычайные положения, и реакцию с возможными запретами на политическую деятельность и т.п. В этой связи с повседневной жизнью масс заключена её живучесть. (2025)